# Дюжаковка
Дюжаковка — посёлок в Спасском районе Нижегородской области России, входит в состав Вазьянского сельсовета. Высота центра селения над уровнем моря — 94 м. На 2021 год в Дюжаковке улиц не числится.

## Население
| 2002 | 2010 |
| ---- | ---- |
| 6    | ↘0   |